# Hollansburg, Ohio
Hollansburg là một làng thuộc quận Darke, tiểu bang Ohio, Hoa Kỳ. Năm 2010, dân số của làng này là 227 người.